# Lennox Cowie
Lennox Lauchlan Cowie (* 18. Oktober 1950 in Jedburgh, Schottland) ist ein britischer Astronom.
Cowie studierte an der University of Edinburgh (Bachelor 1969) und wurde 1976 an der Harvard University in theoretischer Physik promoviert. Als Post-Doktorand war er an der Princeton University, an der er 1979 Associate Professor wurde. 1980 war er Fairchild Scholar am Caltech. Ab 1980 war er Associate Professor am Massachusetts Institute of Technology und ab 1983 am Space Telescope Science Institute. 1983 wurde er Sloan Research Fellow. 1984 wurde er Professor an der Johns Hopkins University und ab 1986 war er am Institut für Astronomie der Universität Hawaii in Manoa, dessen stellvertretender Direktor er bis 1997 war.
Er befasste sich mit Dynamik von interstellarem und intergalaktischem Gas. An der Universität Hawaii suchte er mit den Teleskopen auf dem Mauna Kea und mit dem Hubble-Weltraumteleskop nach den ältesten Sternen und Galaxien im Universum und untersuchte deren Bildung und frühe Entwicklung.
2009 erhielt er den Dannie-Heineman-Preis für Astrophysik. 1983 erhielt er den Bart J. Bok Preis in Harvard und 1985 den Warner Preis der American Astronomical Society. 2004 wurde er Fellow der Royal Society, der American Physical Society und der Royal Astronomical Society.